# Marrón Van Dyke

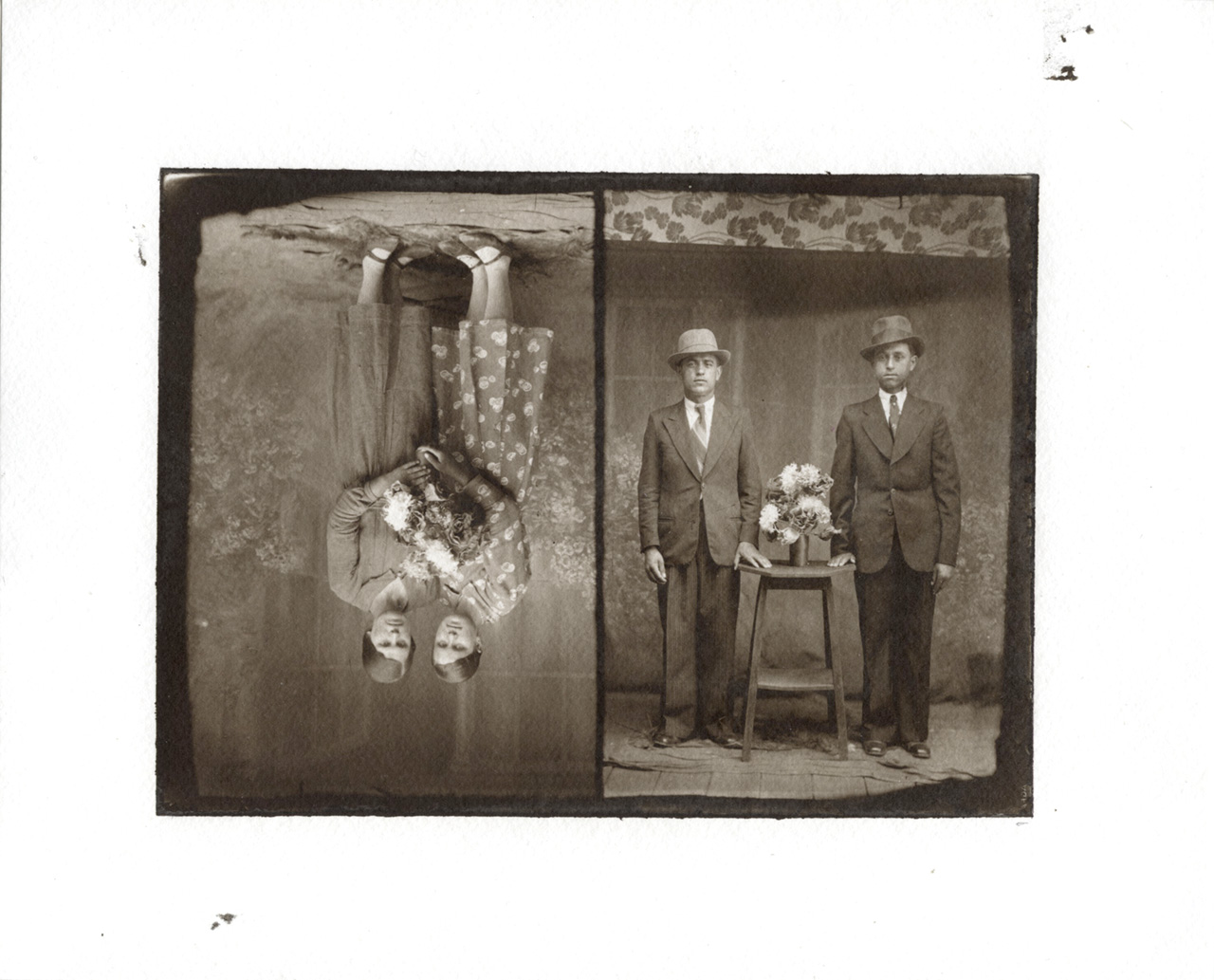
Van Dyke Brown, Kodak Rapid Selenium 13×18 cm sobre papel 20×25 cm 300 g/m².

El Marrón Van Dyke es un proceso fotográfico antiguo que emplea el citrato férrico junto al nitrato de plata para sensibilizar el papel proporcionando unas imágenes en tonos marrones que recuerdan las obras del pintor Van Dyck.
El proceso es similar a la calitipia al utilizar las propiedades fotosensibles de algunas sales de hierro y plata pero solo permite la obtención de tonos marrones. Se suelen emplear diversos soportes como papel o tela, aunque es preferible que dispongan de una textura suficiente para conseguir el efecto de similitud a los lienzos, después de ser sensibilizado el soporte se expone por contacto mediante el empleo de luz ultravioleta ya que los tiempos de exposición suelen ser largos. Tras la exposición se lava el papel y se fija con tiosulfato.